# VfR Pforzheim
VfR Pforzheim – niemiecki klub piłkarski z siedzibą w mieście Pforzheim, w kraju związkowym Badenia-Wirtembergia, działający w latach 1912–2010 (od 2010 roku jako 1. CfR Pforzheim). 

## Historia
Klub został założony 12 września 1912 jako VfR Pforzheim (FC Alemannia 1897 Pforzheim połączyła się z FC Viktoria 1906 Pforzheim oraz z FC Phönix 1906 Pforzheim). W 1919 połączył się z FC Oststadt Pforzheim.
1 lipca 2010 połączył się z 1. FC Pforzheim tworząc 1. CfR Pforzheim

## Sukcesy
- 1 sezon w Gaulidze Baden (1. poziom): 1943/44.
- 5 sezonów w Amateurlidze Nordbaden (2. poziom): 1945/46-49/50.
- 1 sezon w Regionallidze Süd (2. poziom): 1965/66.
- 23 sezony w Amateurlidze Nordbaden (3. poziom): 1950/51-51/52, 1953/54-54/55, 1956/57-1964/65, 1966/67-73/74 i 1976/77-77/78.
- 2 sezony w Amateur-Oberlidze Baden-Württemberg (3. poziom): 1992/93-93/94.
- 4 sezony w 2. Amateurlidze Mittelbaden (4. poziom): 1952/53, 1955/56 i 1974/75-75/76.
- 12 sezonów w Amateurlidze Nordbaden (4. poziom): 1978/79-86/87 i 1989/90-91/92.
- 1 sezon w Oberlidze Baden-Württemberg (4. poziom): 1994/95.
- mistrz Amateurliga Nordbaden Gruppe Süd (2. poziom): 1948 (przegrywa baraże o awans do Oberligi Süd)
- mistrz Amateurliga Nordbaden (3. poziom): 1959 (przegrywa baraże o awans do 2. Oberligi Süd)
- mistrz 2. Amateurliga Mittelbaden (4. poziom): 1953, 1956 i 1976 (awanse do Amateurligi Nordbaden)
- mistrz Amateurliga Nordbaden (4. poziom): 1992 (awans do Oberligi Baden-Württemberg)
- mistrz Landesliga Nordbaden Staffel 3 (5. poziom): 1989 (awans do Amateurligi Nordbaden)
- wicemistrz Amateurliga Nordbaden (3. poziom): 1965 (awans do Regionalligi Süd)

## Sezony
| Lata    | Dywizja                     | Pozycja |
| 2002-03 | Landesliga Mittelbaden (VI) | 3       |
| 2003-04 | Landesliga Mittelbaden      | 7       |
| 2004-05 | Landesliga Mittelbaden      | 9       |
| 2005-06 | Landesliga Mittelbaden      | 6       |
| 2006-07 | Landesliga Mittelbaden      | 9       |
| 2007-08 | Landesliga Mittelbaden      | 15 ↓    |
| 2008-09 | Kreisliga Pforzheim (VII)   | 3       |
| 2009-10 | Kreisliga Pforzheim         | 2       |